# Les Indestructibles : La Terrible Attaque du Démolisseur
Les Indestructibles : La Terrible Attaque du Démolisseur (The Incredibles: Rise of the Underminer) est un jeu vidéo d'action sorti en 2005 sur Game Boy Advance, Nintendo DS, GameCube, Mac OS, PlayStation 2, Windows et Xbox. Le jeu a été développé par Heavy Iron Studios puis édité par THQ. Il est basé sur le film d'animation Les Indestructibles de Pixar Animation Studios.
Il fait suite au premier épisode, Les Indestructibles, et démarre sur la fin du film où on voit le Démolisseur menacer la famille Indestructible.
À la suite de la sortie du film Les Indestructibles 2 en 2018, les événements du jeu sont devenus non-canon.

## Trame
Le jeu commence quand le démolisseur envoie ses sbires-robots sur Mr.Indestructible et Frozone (le reste de la famille s'occupe d’arrêter les foreuses). Juste après, ils le poursuivent dans les souterrains, jusqu’à trouver sa foreuse vide. Ils y trouvent les plans du magnomiseur, une machine qui absorbe le noyau de la Terre. Ils vont d'abord combattre le gardien, puis monter au sommet du magnomiseur pour lui retirer ses piles. Ensuite, la tête du gardien s'enfuit et entre dans une capsule de secours qui disparaît sous terre.
Leur seconde mission est d’empêcher la fabrication de 100 robots qui vont inonder la Terre de lave. Les héros détruisent la centrale et arrivent devant le Terrintendant.

## Audio

### Voix originales
- Greg Ellis
- Deena Freeman
- Guy Hadley
- Philip Lawrence (en)
- Richard McGonagle
- Jon Olson
- Rob Paulsen
- John Ratzenberger
- Isaac Singleton Jr.

### Voix françaises
- Marc Alfos
- Thierry Desroses
- Pascal Massix
- Alain Mazarot
- Volodia Serre
- Thomas Remaux
- Thierry Murzeau
- Jérôme Pauwels
- Marie Marczack
- Anne Jolivet
- Marc Lesser
- Gilles Morvan
- Bertrand Liebert
- Danièle Hazan
- Patrick Bethune